# ویتمر (پنسیلوانیا)
ویتمر (به انگلیسی: Witmer) یک منطقهٔ مسکونی در ایالات متحده آمریکا است که در شهرستان لنکستر، پنسیلوانیا واقع شده‌است. ویتمر ۴۹۲ نفر جمعیت دارد.